# Hrvoje Kačić
Hrvoje Kačić (* 12. Januar 1932 in Dubrovnik; † 14. Februar 2023) war ein jugoslawischer Wasserballspieler, Rechtswissenschaftler und Politiker.

## Karriere
Hrvoje Kačić gewann mit der jugoslawischen Nationalmannschaft EM-Bronze 1950 und EM-Silber 1958. Zudem siegte Kačić mit dem jugoslawischen Team bei den Mittelmeerspielen 1959 und gewann bei den Olympischen Spielen 1956 in Melbourne Silber. Auf Vereinsebene war er für den VK Jug Dubrovnik aktiv und gewann mit diesem mehrere Meisterschaften. 1957 wurde er zum kroatischen Sportler des Jahres gewählt.
Kačić schloss 1956 ein Studium in Rechtswissenschaften ab und promovierte später an der Universität Zagreb. Zwischen 1990 und 2001 war er Abgeordneter im Kroatischen Parlament. bei der Società Sportiva Nicola Mameli. 1981 konnte er als Trainer bei Bogliasco 1951 die Jugoslawienische Meisterschaft gewinnen.